# Gran Premio di Gran Bretagna 2007
Il Gran Premio di Gran Bretagna 2007 fu la nona prova del campionato mondiale FIA di Formula 1 2007. Svoltosi l'8 luglio sul Circuito di Silverstone, ha visto la vittoria Kimi Räikkönen su Ferrari.
Al secondo e terzo posto si sono piazzate le McLaren di Fernando Alonso e dell'idolo di casa, nonché leader del mondiale, Lewis Hamilton. Sono andati a punti Robert Kubica su BMW, Felipe Massa sull'altra Ferrari, autore di una rimonta dall'ultimo posto dopo che il suo motore si era spento nel giro di ricognizione, l'altra BMW di Nick Heidfeld e le due Renault di Giancarlo Fisichella e Heikki Kovalainen. Inoltre è stata l'ultima gara per Christijan Albers.
La corsa fu caratterizzata anche dall'elevata presenza di pubblico, mai così alta, a detta del direttore del circuito Richard Phillips, dai tempi di Nigel Mansell.

## Vigilia

### Aspetti sportivi
Pochi giorni prima della corsa la Scuderia Ferrari presentò una causa contro il meccanico inglese Nigel Stepney e contro un dipendente della McLaren, che avrebbe ricevuto informazioni tecniche sulle vetture del team italiano, come evidenziato da un'indagine della Ferrari. La scuderia di Woking si dichiarò disponibile a collaborare, ma affermò che nessuna informazione tecnica sulle F2007 era pervenuta. La FIA decise quindi di lanciare un'indagine per verificare l'effettiva gravità della cosa.
Intanto la Red Bull si rese protagonista di un'iniziativa di beneficenza, chiamata Wings For Life, che consisteva nell'applicare la foto della propria faccia sulla livrea delle vetture. Oltre 30.000 persone presero parte all'iniziativa e il ricavato fu di un milione di dollari.

## Prove libere

### Resoconto

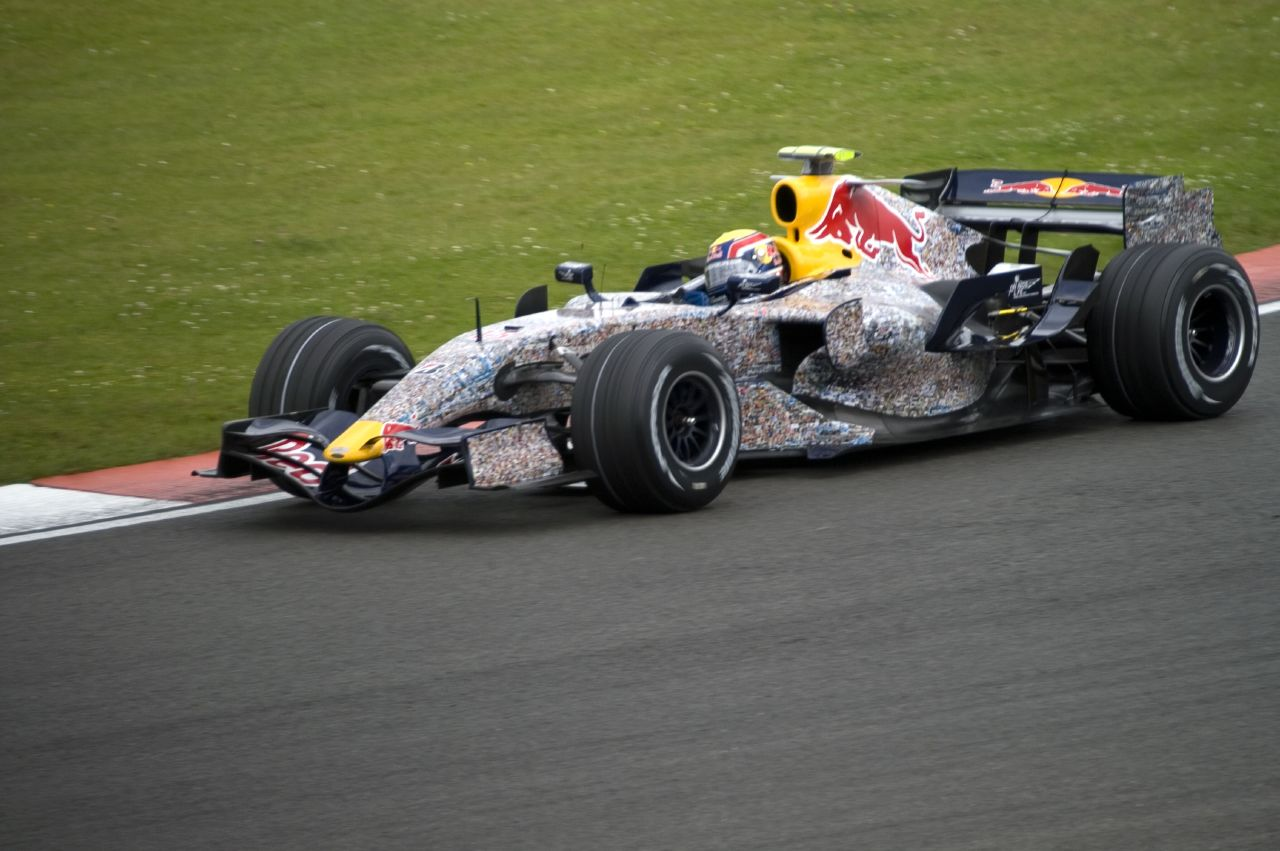
La livrea utilizzata dalla Red Bull durante il Gran Premio di Gran Bretagna. L'iniziativa ha fruttato al team un milione di dollari, poi devoluto in beneficenza

La prima sessione di prove del venerdì fu dominata dai piloti di Ferrari e McLaren, con Hamilton davanti a Räikkönen, Massa e Alonso. Entrambi i piloti del team di Wokin girarono in momenti differenti, così come Coulthard, Kubica, Trulli, Sutil e Massa, i quali contribuirono ad asciugare la pista, fino a quel momento scivolosa. Alla fine Nico Rosberg riuscì a segnare il quinto tempo, precedendo le due BMW di Kubica e Heidfeld.
Nella seconda sessione di prove la Ferrari fece registrare i parziali più veloci, con Räikkönen davanti a Massa, e seguiti da Ralf Schumacher, Hamilton e Trulli. Si registrò l'assenza di Jenson Button, fermato da dolori alla schiena causati dall'incidente avuto durante il Gran Premio degli Stati Uniti con Barrichello, che venne sostituito dal collaudatore Klien. Le BMW, invece, erano in difficoltà e Heidfeld dichiarò che la vettura era difficile da guidare, ma che non ne erano ancora stati compresi i motivi.
Al sabato mattina, invece, il più veloce fu Massa, seguito da Alonso, Räikkönen ed Hamilton, rallentato nel suo giro più veloce dalle bandiere gialle, esposte in seguito ad un problema avuto da Wurz. Ottimi parziali vennero fatti registrare anche da Anthony Davidson, che riuscì a entrare nella top ten con la Super Aguri.

### Risultati
Nella prima sessione del venerdì, si è avuta questa situazione:
| Pos | Nome           | Squadra/Motore   | Tempo    |
| --- | -------------- | ---------------- | -------- |
| 1   | Lewis Hamilton | McLaren-Mercedes | 1'21"100 |
| 2   | Kimi Räikkönen | Ferrari          | 1'21"211 |
| 3   | Felipe Massa   | Ferrari          | 1'21"285 |

Nella seconda sessione del venerdì, si è avuta questa situazione:
| Pos | Nome            | Squadra/Motore | Tempo    |
| --- | --------------- | -------------- | -------- |
| 1   | Kimi Räikkönen  | Ferrari        | 1'20"639 |
| 2   | Felipe Massa    | Ferrari        | 1'21"138 |
| 3   | Ralf Schumacher | Toyota         | 1'21"381 |

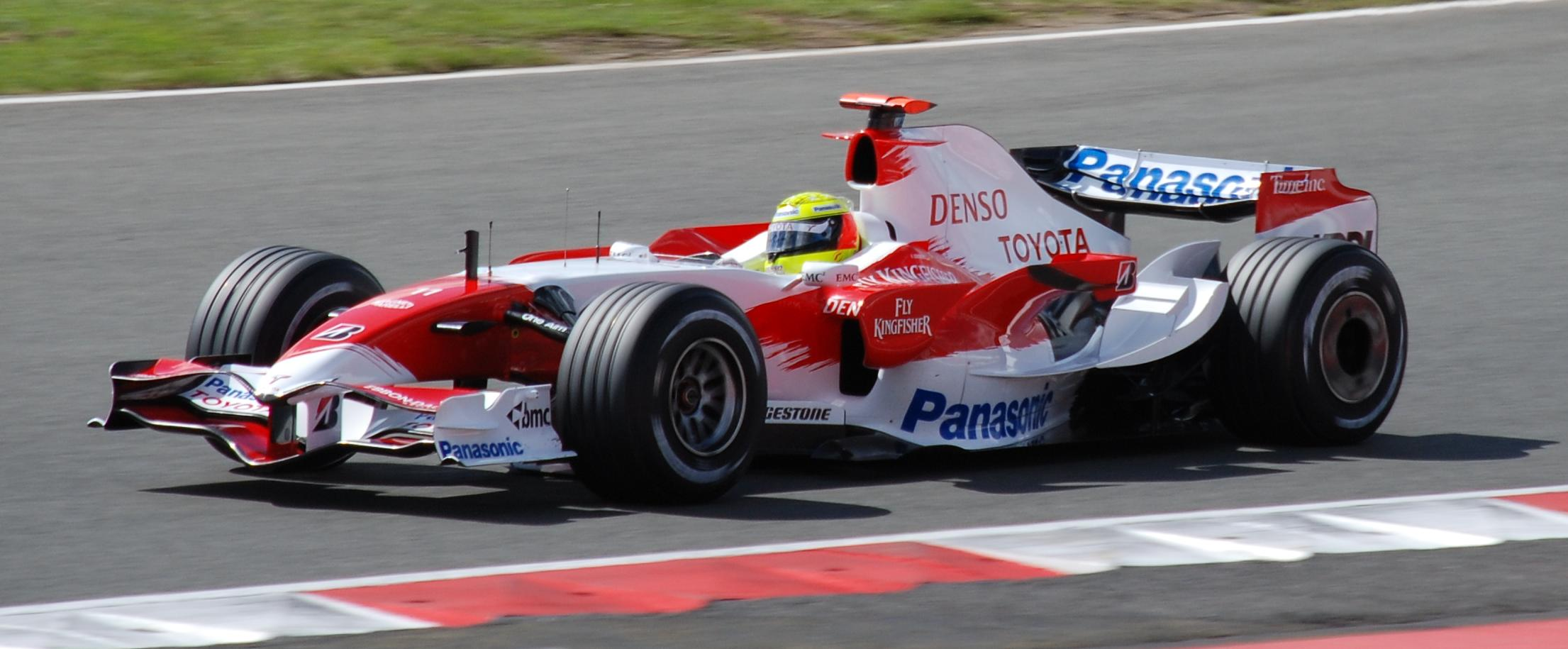
Ralf Schumacher durante le prove del sabato

Nella sessione libera del sabato, si è avuta questa situazione:
| Pos | Nome            | Squadra/Motore   | Tempo    |
| --- | --------------- | ---------------- | -------- |
| 1   | Kimi Räikkönen  | Ferrari          | 1'19"751 |
| 2   | Fernando Alonso | McLaren-Mercedes | 1'19"920 |
| 3   | Felipe Massa    | Ferrari          | 1'19"969 |

## Qualifiche

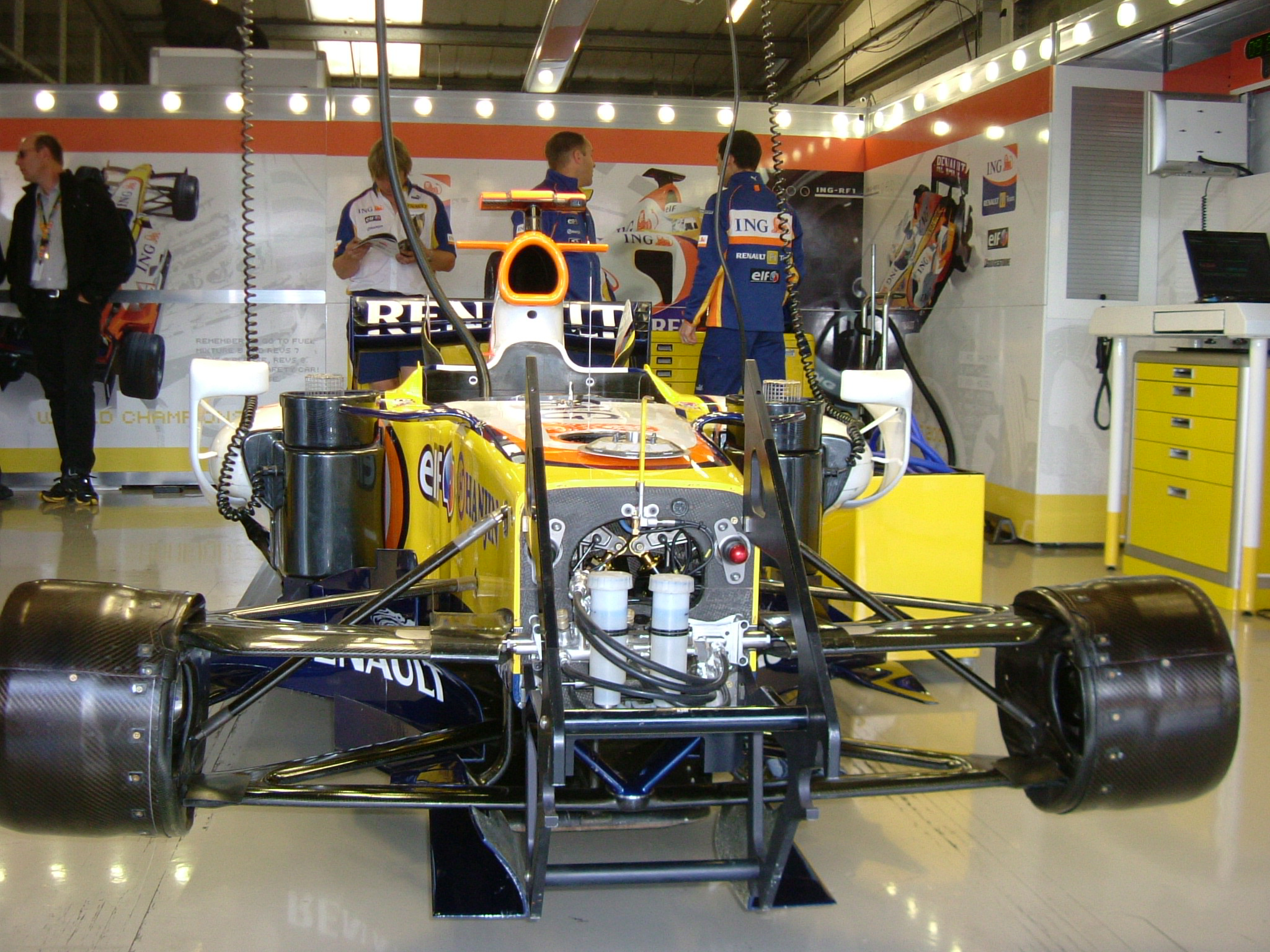
La Renault R27 di Giancarlo Fisichella nei box durante le qualifiche.

### Resoconto
Durante la prima sessione il più veloce fu Fernando Alonso su McLaren, seguito da Räikkönen e Massa. Le qualifiche furono interrotte poco prima del termine a causa di un incidente di Anthony Davidson, il quale, nel tentativo di scaldare le gomme, uscì di pista e urtò le barriere di protezione. Questo episodio costrinse anche Sato e Jenson Button a rallentare durante i loro giri lanciati, impedendo loro, di fatto, di migliorare le precedenti prestazioni e costringendoli all'eliminazione. Nella Q1 venne eliminato pure Rosberg a causa di un problema al motore.
La Q2 vide ancora una volta Alonso in testa, seguito dai piloti Ferrari e dal compagno di squadra. Vennero eliminati i piloti Red Bull, Wurz, Barrichello e le due Toro Rosso.
I due piloti McLaren furono i primi ad uscire in pista e inizialmente il più veloce fu Alonso. Dopo la prima serie di stop sembrava che lo spagnolo potesse conquistare la pole, ma nell'ultima serie di giri Hamilton riuscì ad andare in testa. L'asturiano venne sopravanzato pure da Räikkönen, che perse la prima piazza a causa di un suo errore nell'ultima curva.

### Risultati
| Pos | Pilota               | Team               | Q1       | Q2       | Q3       |
| --- | -------------------- | ------------------ | -------- | -------- | -------- |
| 1   | Lewis Hamilton       | McLaren-Mercedes   | 1'19"885 | 1'19"400 | 1'19"997 |
| 2   | Kimi Räikkönen       | Ferrari            | 1'19"753 | 1'19"252 | 1'20"099 |
| 3   | Fernando Alonso      | McLaren-Mercedes   | 1'19"330 | 1'19"152 | 1'20"147 |
| 4   | Felipe Massa         | Ferrari            | 1'19"790 | 1'19"421 | 1'20"265 |
| 5   | Robert Kubica        | BMW Sauber         | 1'20"294 | 1'20"054 | 1'20"401 |
| 6   | Ralf Schumacher      | Toyota             | 1'20"513 | 1'19"860 | 1'20"516 |
| 7   | Heikki Kovalainen    | Renault            | 1'20"570 | 1'20"077 | 1'20"721 |
| 8   | Giancarlo Fisichella | Renault            | 1'20"842 | 1'20"042 | 1'20"775 |
| 9   | Nick Heidfeld        | BMW Sauber         | 1'20"534 | 1'20"178 | 1'20"894 |
| 10  | Jarno Trulli         | Toyota             | 1'21"150 | 1'20"133 | 1'21"240 |
| 11  | Mark Webber          | Red Bull-Renault   | 1'20"583 | 1'20"235 |          |
| 12  | David Coulthard      | Red Bull-Renault   | 1'21"154 | 1'20"329 |          |
| 13  | Alexander Wurz       | Williams-Toyota    | 1'20"830 | 1'20"350 |          |
| 14  | Rubens Barrichello   | Honda              | 1'21"169 | 1'20"364 |          |
| 15  | Scott Speed          | Toro Rosso-Ferrari | 1'20"834 | 1'20"515 |          |
| 16  | Vitantonio Liuzzi    | Toro Rosso-Ferrari | 1'21"160 | 1'20"823 |          |
| 17  | Nico Rosberg         | Williams-Toyota    | 1'21"219 |          |          |
| 18  | Jenson Button        | Honda              | 1'21"335 |          |          |
| 19  | Anthony Davidson     | Super Aguri-Honda  | 1'21"448 |          |          |
| 20  | Adrian Sutil         | Spyker-Ferrari     | 1'22"019 |          |          |
| 21  | Takuma Satō          | Super Aguri-Honda  | 1'22"045 |          |          |
| 22  | Christijan Albers    | Spyker-Ferrari     | 1'22"586 |          |          |

## Gara

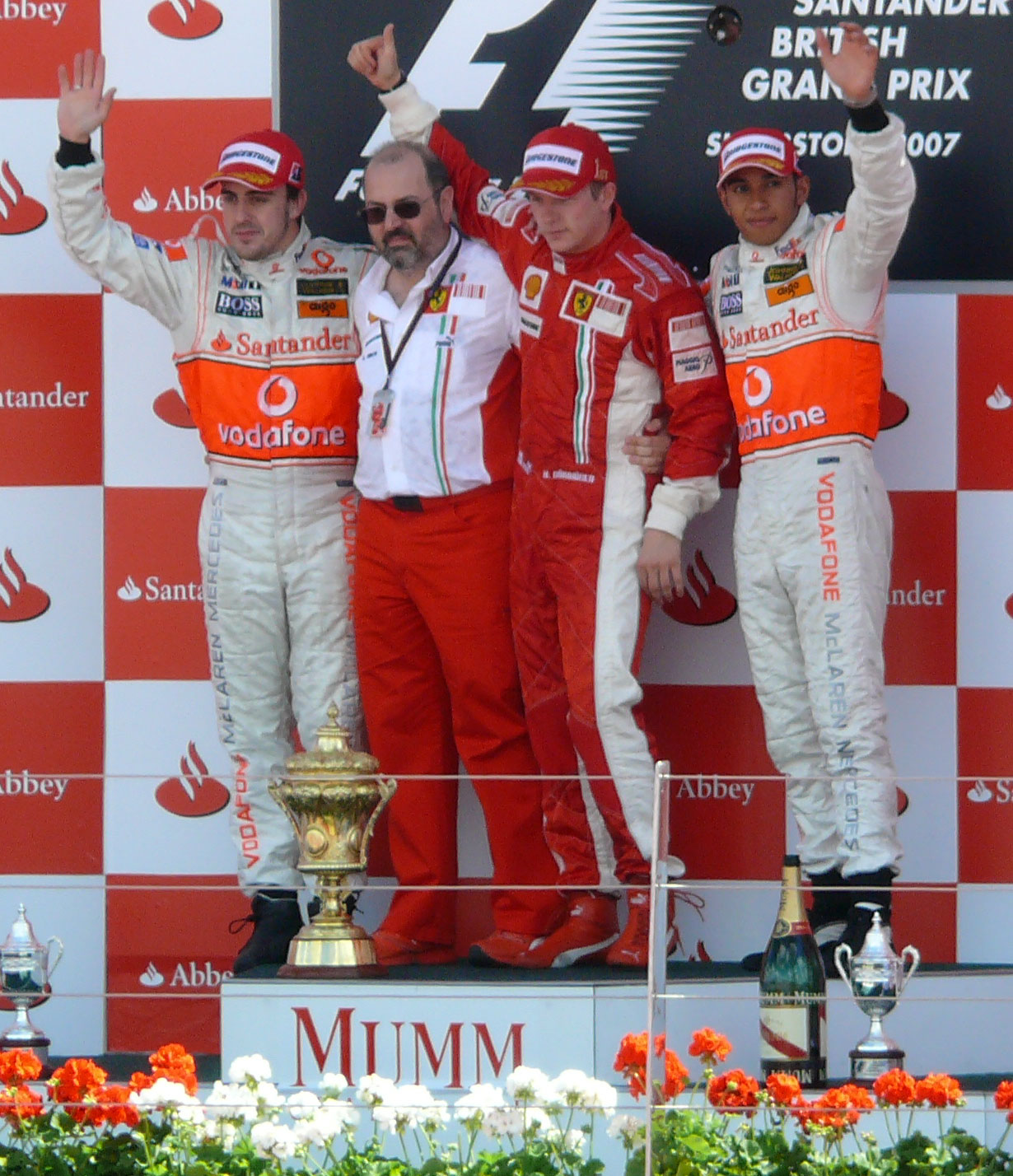
Il podio del Gran Premio di Gran Bretagna

### Resoconto
Dopo il giro di ricognizione Massa spegne la vettura sulla griglia di partenza e deve partire dai box, mentre il resto del gruppo compie una nuova tornata di riscaldamento. Alla seconda partenza, Hamilton mantiene la testa davanti a Räikkönen e Alonso. Seguono Kubica, Kovalainen e Fisichella, che ha passato Heidfeld alla curva Stowe. Le prime tornate sono animate dalla rimonta di Massa, che a suon di sorpassi, risale fino ad occupare il nono posto dopo un sorpasso a Trulli, all’undicesimo giro. 
Davanti Hamilton non riesce a scappare e, avendo meno benzina, la sua sorte sembra segnata. Al sedicesimo giro, l'inglese è infatti il primo a fermarsi, precedendo Räikkönen di un paio di giri. Alonso si ferma al giro 20, imbarcando meno benzina del finlandese e conquistando la testa della corsa. Dopo la prima serie di rifornimenti, Massa è settimo, alle spalle di Fisichella, mentre Heidfeld è ora quinto, dietro a Kubica. Alonso spinge forte e costruisce un margine di oltre 5” su Räikkönen quando, al giro 37, rientra per la seconda sosta. Hamilton non ha ritmo ma il margine su Kubica mette al sicuro il podio.
Räikkönen si ferma sei giri dopo lo spagnolo della McLaren e, con una serie di passaggi veloci, è comodamente primo. Massa, dopo la sosta, sale al quinto posto, recupera poi fino a raggiungere Robert Kubica, ma senza riuscire nel sorpasso. Chiudono la zona punti Heidfeld e le due Renault di Kovalainen e Fisichella.
Räikkönen vince per la seconda volta consecutiva e conferma la ritrovata forza della Ferrari. Alonso si rinfranca battendo in casa sua Hamilton, dopo le tante batoste ricevute dal compagno che, pur in una giornata negativa, conquista il nono podio nelle sue prime nove gare in Formula 1.
Con la vittoria in questo Gran Premio Räikkönen sale al 3º posto in classifica, davanti a Massa, e diventa il pilota con più gare vinte nella stagione, pur rimanendo nel mondiale a diciotto punti da Hamilton. Questo fatto porterà alle critiche del presidente della Ferrari Luca Cordero di Montezemolo nei confronti di Bernie Ecclestone, contestandogli sia la gestione della Spy-Story che il modo di distribuzione dei punteggi.

### Risultati
| Pos | N. | Pilota               | Team               | Giri | Tempo/Ritiro/Media         | Griglia | Punti |
| --- | -- | -------------------- | ------------------ | ---- | -------------------------- | ------- | ----- |
| 1   | 6  | Kimi Räikkönen       | Ferrari            | 59   | 1h21'43"074 - 222.629 km/h | 2       | 10    |
| 2   | 1  | Fernando Alonso      | McLaren-Mercedes   | 59   | +2"459                     | 3       | 8     |
| 3   | 2  | Lewis Hamilton       | McLaren-Mercedes   | 59   | +39"373                    | 1       | 6     |
| 4   | 10 | Robert Kubica        | BMW Sauber         | 59   | +53"319                    | 5       | 5     |
| 5   | 5  | Felipe Massa         | Ferrari            | 59   | +54"063                    | 4       | 4     |
| 6   | 9  | Nick Heidfeld        | BMW Sauber         | 59   | +56"336                    | 9       | 3     |
| 7   | 4  | Heikki Kovalainen    | Renault            | 58   | +1 giro                    | 7       | 2     |
| 8   | 3  | Giancarlo Fisichella | Renault            | 58   | +1 giro                    | 8       | 1     |
| 9   | 8  | Rubens Barrichello   | Honda              | 58   | +1 giro                    | 14      |       |
| 10  | 7  | Jenson Button        | Honda              | 58   | +1 giro                    | 18      |       |
| 11  | 14 | David Coulthard      | Red Bull-Renault   | 58   | +1 giro                    | 12      |       |
| 12  | 16 | Nico Rosberg         | Williams-Toyota    | 58   | +1 giro                    | 17      |       |
| 13  | 17 | Alexander Wurz       | Williams-Toyota    | 58   | +1 giro                    | 13      |       |
| 14  | 22 | Takuma Satō          | Super Aguri-Honda  | 57   | +2 giri                    | 21      |       |
| 15  | 21 | Christijan Albers    | Spyker-Ferrari     | 57   | +2 giri                    | 22      |       |
| 16  | 18 | Vitantonio Liuzzi    | Toro Rosso-Ferrari | 53   | Cambio                     | 16      |       |
| Rit | 12 | Jarno Trulli         | Toyota             | 43   | Assetto                    | 10      |       |
| Rit | 23 | Anthony Davidson     | Super Aguri-Honda  | 35   | Meccanica                  | 19      |       |
| Rit | 19 | Scott Speed          | Toro Rosso-Ferrari | 29   | Collisione con A.Wurz      | 15      |       |
| Rit | 11 | Ralf Schumacher      | Toyota             | 22   | Sospensione                | 6       |       |
| Rit | 20 | Adrian Sutil         | Spyker-Ferrari     | 16   | Motore                     | 20      |       |
| Rit | 15 | Mark Webber          | Red Bull-Renault   | 8    | Idraulica                  | 11      |       |

## Classifiche

### Piloti
| Pos. | Pilota               | Punti |
| ---- | -------------------- | ----- |
| 01   | Lewis Hamilton       | 70    |
| 02   | Fernando Alonso      | 58    |
| 03   | Kimi Räikkönen       | 52    |
| 04   | Felipe Massa         | 51    |
| 05   | Nick Heidfeld        | 33    |
| 06   | Robert Kubica        | 22    |
| 07   | Giancarlo Fisichella | 17    |
| 08   | Heikki Kovalainen    | 14    |
| 09   | Alexander Wurz       | 8     |
| 10   | Jarno Trulli         | 7     |
| 11   | Nico Rosberg         | 5     |
| 12   | David Coulthard      | 4     |
| 13   | Takuma Satō          | 4     |
| 14   | Mark Webber          | 2     |
| 15   | Ralf Schumacher      | 2     |
| 16   | Sebastian Vettel     | 1     |
| 17   | Jenson Button        | 1     |

### Costruttori
| Pos. | Team              | Punti |
| ---- | ----------------- | ----- |
| 01   | McLaren-Mercedes  | 128   |
| 02   | Ferrari           | 103   |
| 03   | BMW Sauber        | 56    |
| 04   | Renault           | 31    |
| 05   | Williams-Toyota   | 13    |
| 06   | Toyota            | 9     |
| 07   | RBR-Renault       | 6     |
| 08   | Super Aguri-Honda | 4     |
| 09   | Honda             | 1     |